# Giorgi Mszwenieradze
Giorgi Mszwenieradze, gruz. გიორგი მშვენიერაძე (ur. 12 stycznia 1960 w Tbilisi) – radziecki i gruziński piłkarz wodny. Dwukrotny medalista olimpijski.
Brał udział w dwóch igrzyskach (IO 80, IO 88), na obu zdobywał medale. W 1980 reprezentanci ZSRR triumfowali, osiem lat później zajęli trzecie miejsce. W 1982 został mistrzem świata. Trzykrotnie był złotym medalistą mistrzostw Europy (1983, 1985, 1987). Występował w barwach moskiewskiego Dynama.
Jego ojciec i brat również byli piłkarzami wodnymi oraz olimpijczykami.